# Parede

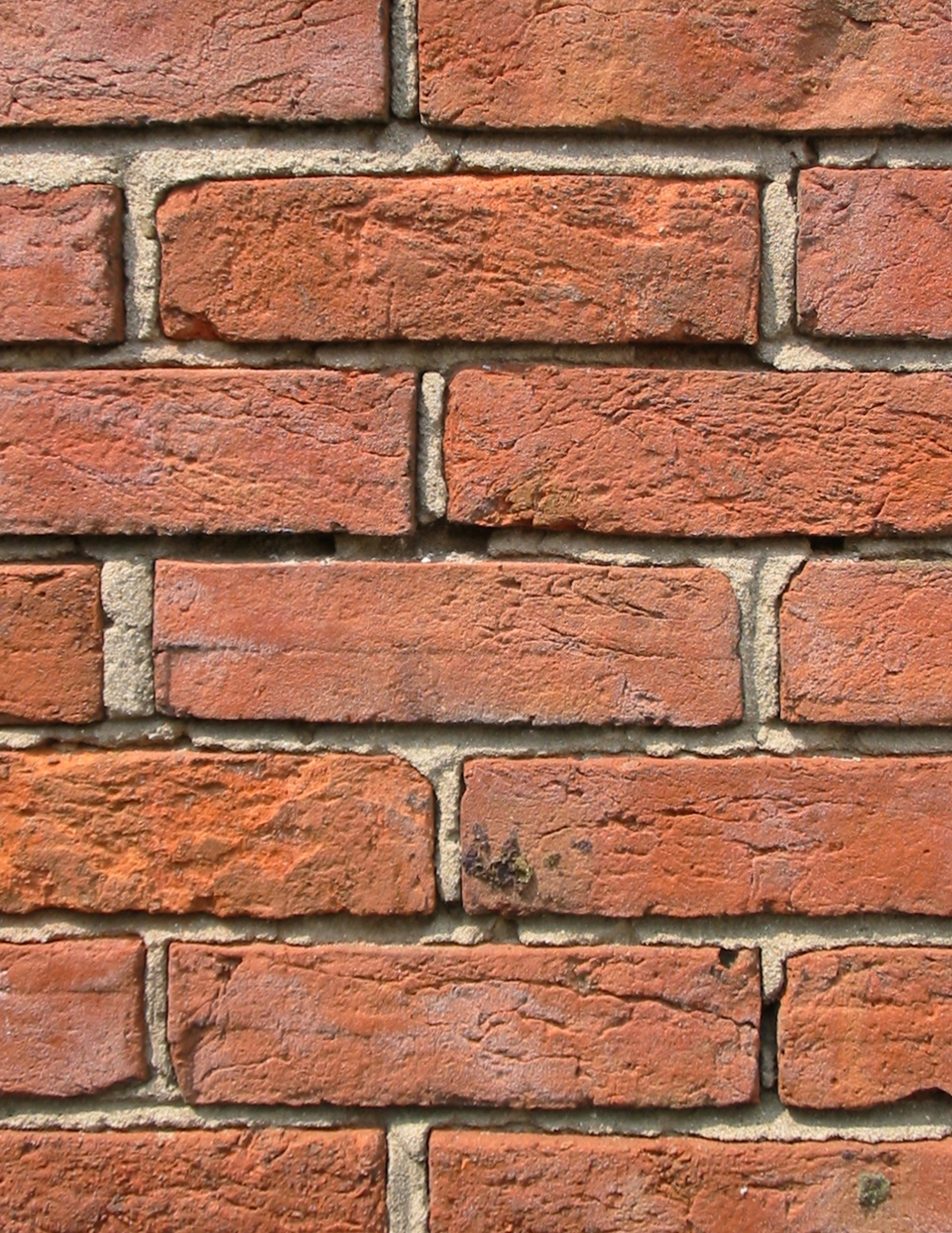
Uma parede de tijolos

Uma parede é um elemento arquitetônico cuja função é a divisão ou vedação dos espaços. Pode também ser usada para resistir a esforços verticais, neste caso chamada de parede estrutural.
As paredes podem ser de tijolos, gesso (drywall), concreto, pedra, barro ou algum outro elemento que permita resistência a construção. Normalmente, paredes de gesso têm por função específica apenas a divisão interna de ambientes.